# Euploea semperi
Euploea semperi är en fjärilsart som beskrevs av Felder 1865. Euploea semperi ingår i släktet Euploea och familjen praktfjärilar. Inga underarter finns listade i Catalogue of Life.